# 이안면
이안면(利安面)은 대한민국 경상북도 상주시의 면이다.

## 행정 구역
- 양범리(良凡里): 행정복지센터 소재지.
- 가장리(佳庄里)
- 구미리(九味里)
- 대현리(大峴里)
- 문창리(文昌里)
- 소암리(小岩里)
- 아천리(雅川里)
- 안용리(安龍里)
- 여물리(余勿里)
- 이안리(利安里)
- 지산리(芝山里)
- 흑암리(黑岩里)

## 학교
- 이안초등학교
  - 아산분교
- 함창초등학교 숭덕분교

## 역대 면장
- 1대 홍우원 (1929 ~ 1932)
- 2대 남정익 (1932 ~ 1937)
- 3대 권병선 (1937 ~ 미상)
- 4대 채동석 (미상 ~ 미상)
- 5대 이태원 (미상 ~ 미상)
- 6대 정항진 (1943 ~ 1945)
- 7대 신철균 (1945.8 ~ 1946.2)
- 8대 이봉기 (1946.3 ~ 1949.2)
- 9대 김원종 (1949.3 ~ 1949.10)
- 10대 이원재 (1949.10 ~ 1952.3)
- 11대 유해권 (1952.4 ~ 1953.4)
- 12대 이영욱 (1953)
- 13대 이영욱 (미상 ~ 미상)
- 14대 이영욱 (미상 ~ 1961.6)
- 15대 이혁우 (1961.7 ~ 미상)
- 16대 정명억 (1963.12 ~ 1964.12)
- 17대 이영욱 (1965.1 ~ 1970.10)
- 18대 권윤석 (1970.11 ~ 1972.9)
- 19대 성원모 (1972.10 ~ 1973.4)
- 20대 신동관 (1973.5 ~ 1975.5)
- 21대 신경희 (1975.5.26 ~ 1983.2.17)
- 22대 강석렬 (1983.2.18 ~ 1993.6.19)
- 23대 김도진 (1993.6.20 ~ 1998.6.30)
- 24대 홍재효 (1998.10.19 ~ 2004.8.29)
- 25대 김근종 (2004.8.30 ~ 2006.8.8)
- 26대 김관식 (2006.12.11 ~ 2009.12.31)
- 27대 권영철 (2010.1.1 ~ 2010.8.15)
- 28대 이정두 (2010.8.16 ~ 2011.7.19)
- 29대 김광희 (2011.7.20 ~ 미상)
- 30대 이종현 (2014.7.28 ~ 2015.7.12)
- 31대 오영석 (2015.7.13 ~ 2016.6.30)
- 32대 정석해 (2016.7.1 ~ 2017.12.31)
- 33대 김우섭 (2018.1.1 ~ 2018.12.31)
- 34대 박점순 (2019.1.1 ~ 2019.12.31)
- 35대 이윤호 (2020.1.1 ~ 2022.12.31)
- 36대 조점근 (2024.1.1 ~ 현재)